# فارست لابراتوریز
فارست لابراتوریز (انگلیسی: Forest Laboratories) شرکت داروسازی آمریکایی است، که در سال ۱۹۵۶ تأسیس شد.